# 羊玄之
羊 玄之（よう げんし、? - 太安2年9月22日（303年10月19日））は、中国の西晋の外戚。恵帝の皇后羊献容の父。本貫は泰山郡南城県。

## 経歴
羊瑾（羊琇の兄）の子として生まれた。はじめ尚書郎となった。永康元年（300年）、娘が皇后に立てられたため、玄之は光禄大夫・特進・散騎常侍の位を受け、興晋侯に封じられた。後に尚書右僕射に転じ、侍中の任を加えられ、爵位を公に進めた。
太安2年（303年）8月、河間王司馬顒と成都王司馬穎が長沙王司馬乂を攻撃したとき、司馬顒らは玄之と皇甫商を討つことを挙兵の名目とした。9月、玄之は憂懼の末に死去した。車騎将軍・開府儀同三司の位を追贈された。

## 伝記資料
- 『晋書』巻93 列伝第63